# Colomboniscus regressus
Colomboniscus regressus är en kräftdjursart som beskrevs av Albert Vandel 1972. Colomboniscus regressus ingår i släktet Colomboniscus och familjen Scleropactidae. Inga underarter finns listade i Catalogue of Life.